# Heribert Pöttgen
Heribert Pöttgen (* 27. August 1929; † 18. Juli 2012) war ein deutscher Verwaltungsjurist und Autor.

## Leben
Pöttgen promovierte nach dem Jurastudium in Köln mit einer verfassungsrechtlichen Arbeit über Die Gegenzeichnung der Amtshandlungen des Bundespräsidenten nach Art. 58 des Grundgesetzes. Lange Jahre war er in der Kultusverwaltung Nordrhein-Westfalen in Düsseldorf als Leitender Ministerialrat für die Rechtsangelegenheiten der Gymnasien zuständig und veröffentlichte mehrere Kommentare zum Schulrecht. Nach seiner Pensionierung im Jahr 1995 war er bis 2012 als Rechtsanwalt tätig. 
Außerdem war er als Schriftsteller unter dem Namen Peter Pöttgen tätig.

## Schriften
- Die Reifeprüfung (1966)
- Recht und Verwaltung der höheren Schule in Nordrhein-Westfalen (1966)
- Versetzungsordnung für Gymnasien des Landes Nordrhein-Westfalen (1968)
- Recht und Verwaltung in der Schule (1976)
- Allgemeine Schulordnung (1979). 20. Aufl. Wingen 2003. ISBN 3802805194
- Peter Pöttgen: Am Ettersberg (Roman). Düsseldorf: Erb 1983. ISBN 3884580620
- Peter Pöttgen: Immer noch Paris (Erzählungen). Düsseldorf: Erb 1988. ISBN 3884580973
- Peter Pöttgen: Grußpflicht der Studienräte ("Satirisches" Taschenbuch). Fischer Verlag 2000. ISBN 3895019755
- Peter Pöttgen: Letzte Gespräche zwischen Thron und Fallbeil. Historische Dialoggeschichten. Fischer Verlag 2001. ISBN 3830101600